# Кукенхоф
„Кукенхоф“ (на нидерландски: Keukenhof – Кухненски двор) е парк с цветни градини в град Лисе, провинция Южна Холандия, Нидерландия, намиращ се между Амстердам и Лайден.
Градините в „Кукенхоф“ са разположени точно срещу замъка Кукенхоф, построен през 1642 г. Те са най-големите в света, затова паркът е наричан още Градина на Европа.
Известен е с празниците, които се провеждат през пролетта. За първи път е организирано изложение през 1949 г. В края на парка „Кукенхоф“ има вятърна мелница.
Всяка година се селектират около 7 милиона цветни луковици от около 800 вида лалета и се засяват на площ от 32 хектара.